# Nova (sterrenkunde)

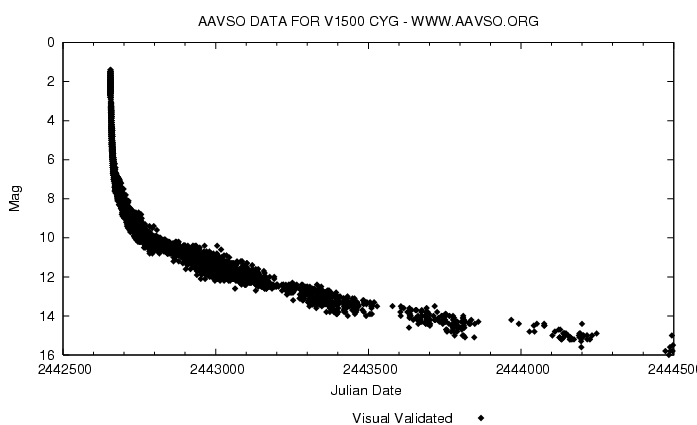
Lichtkromme van de klassieke nova V1500 Cyg

Een nova (Latijn voor nieuw, meervoud novae of nova's) is een ster die plotseling veel helderder wordt en daarna geleidelijk, over een periode van maanden tot vele jaren, tot haar vroegere helderheid terugkeert. De helderheid van novae kan met tien magnitudes toenemen, dat wil zeggen dat de lichtsterkte 10.000 maal zo groot wordt. Geschat wordt dat er per jaar in ons hele melkwegstelsel ongeveer 70 novae verschijnen. Naast deze eenmalige "klassieke novae" zijn er ook nova-sterren die minder fel, maar wel vaker oplichten.
Nova is een afkorting voor stella nova, nieuwe ster. Wanneer de helderheid van een ster toeneemt, betekent dat vaak dat men een ster ziet verschijnen op een plek waar voorheen niets te zien was. Dit verklaart de naam.

## Mechanisme

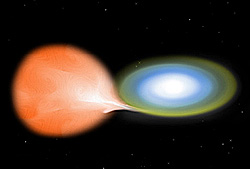
Voorstelling van een klassieke nova, met rechts de witte dwerg

De zogeheten "klassieke novae" zijn nauwe dubbelsterren waarvan een van beide componenten een witte dwerg is. De partnerster is meestal een rode reus of een hoofdreeksster. Doordat deze ster groter is dan zijn Rochelob stroomt er continu materie (gas) van de partnerster naar de witte dwerg. Dit gas verzamelt zich in een roterende afgeplatte schijf rond de witte dwerg, de zogeheten accretieschijf. Als de witte dwerg een sterk magneetveld heeft, kan het gas (hoofdzakelijk waterstof) ook doorstromen naar het oppervlak van de witte dwergster.
Als er genoeg waterstof verzameld is, kunnen druk en temperatuur daarin zover oplopen dat een kernreactie op gang komt waarbij waterstofkernen fuseren tot helium. Dit is dezelfde reactie die in een waterstofbom plaatsvindt, en het resultaat laat zich raden: er ontstaat een enorme, explosieve thermonucleaire kettingreactie. Bij die explosie wordt een massa de ruimte ingeslingerd ongeveer twintig keer zo groot als de aarde.

## Recurrente novae

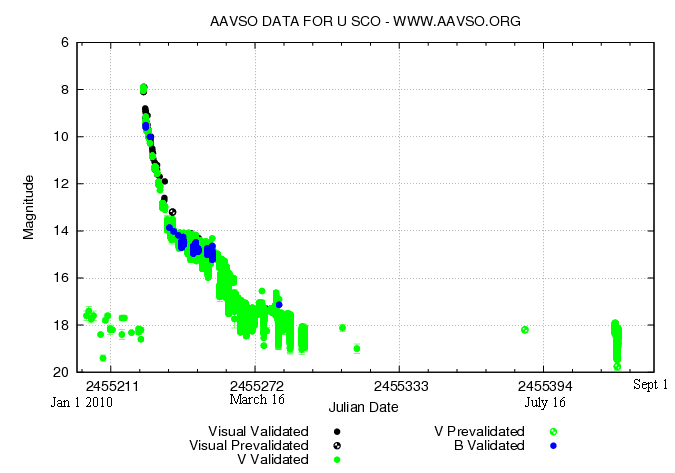
Lichtkromme van de recurrente nova U Sco

Na de explosie als nova stroomt opnieuw gas naar de witte dwerg en kan de cyclus zich herhalen. Er zijn sterren waarvoor de cyclus zo kort duurt dat we al meerdere malen achtereen een nova-uitbarsting hebben waargenomen. Dit noemt men recurrente (terugkerende) novae. Bij de meeste recurrente novae gebeuren de explosies met een interval van enkele tientallen jaren. Een voorbeeld van zo'n recurrente nova is T Coronae Borealis. De helderheidstoename van recurrente novae is kleiner dan bij "eenmalige" novae.

## Dwergnovae
Naast de klassieke novae zijn er ook dwergnovae. De witte dwergen die een dwergnova vormen, zijn ongeveer 30 keer lichtzwakker dan de witte dwergsterren waaruit een gewone nova ontstaat. Ook de uitbarstingen zijn kleiner (2 tot 6 magnituden, dat wil zeggen een toename van de helderheid met een factor 6 tot 250). Maar ze zijn wel veel frequenter: de tijd tussen uitbarstingen kan liggen tussen enkele dagen en enkele jaren. Op grond van het verloop van hun helderheid worden drie ondersoorten onderscheiden: U Geminorum, Z Camelopardalis en SU Ursae Majoris dwergnovae.

## Magnetische novae
Sommige witte dwergen die als nova uitbarsten, hebben een zeer sterk magnetisch veld (1000 tesla of meer, tien miljoen maal sterker dan op aarde). Dat sterke magneetveld stuurt dan het toestromende (geïoniseerde) gas vanaf de partnerster, zodat het "landt" bij een van de magnetische polen van de witte dwerg. Binnen deze magnetische novae worden twee ondergroepen onderscheiden: AM Herculis en DQ Herculis sterren.

## Nova-achtige sterren
Voorbeelden als UX Ursae Majoris, lijken op novae vóór of na een eruptie, maar vertonen geen helderheidsuitbarstingen. VY Sculptoris sterren zijn een soort omgekeerde dwergnovae: meestal helder, maar af en toe veel zwakker. AO Piscium vertoont helderheidsvariaties met drie verschillende perioden.

## Bron
- Lang, Kenneth R., Astrophysical Data: Planets and Stars (1991) blz. 657-689.